# Hoplolathys aethiopica
Hoplolathys aethiopica là một loài nhện trong họ Dictynidae. Chúng được Lodovico di Caporiacco miêu tả năm 1947, và chỉ được tìm thấy ở Ethiopia.